# Ulmer Keramik

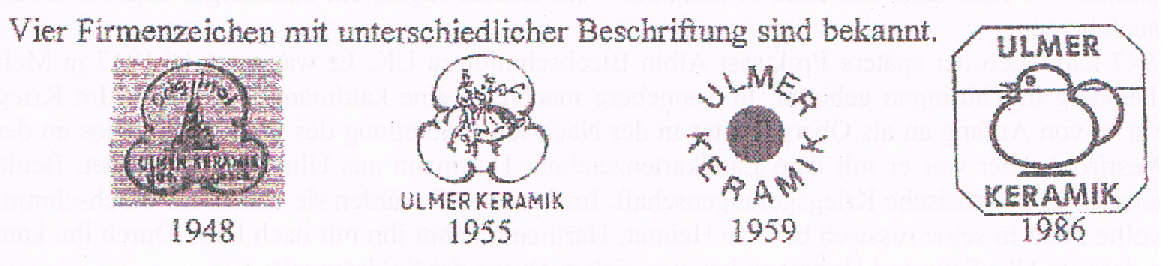
Firmenzeichen

Die Manufaktur Ulmer Keramik (UK) mit Sitz in Ulm, später Neu-Ulm, stellte ab 1947 unter anderem Gebrauchsgeschirr, Fliesen und Werbeartikel aus Keramik her. 1991 wurde der Betrieb geschlossen.

## Unternehmensgeschichte

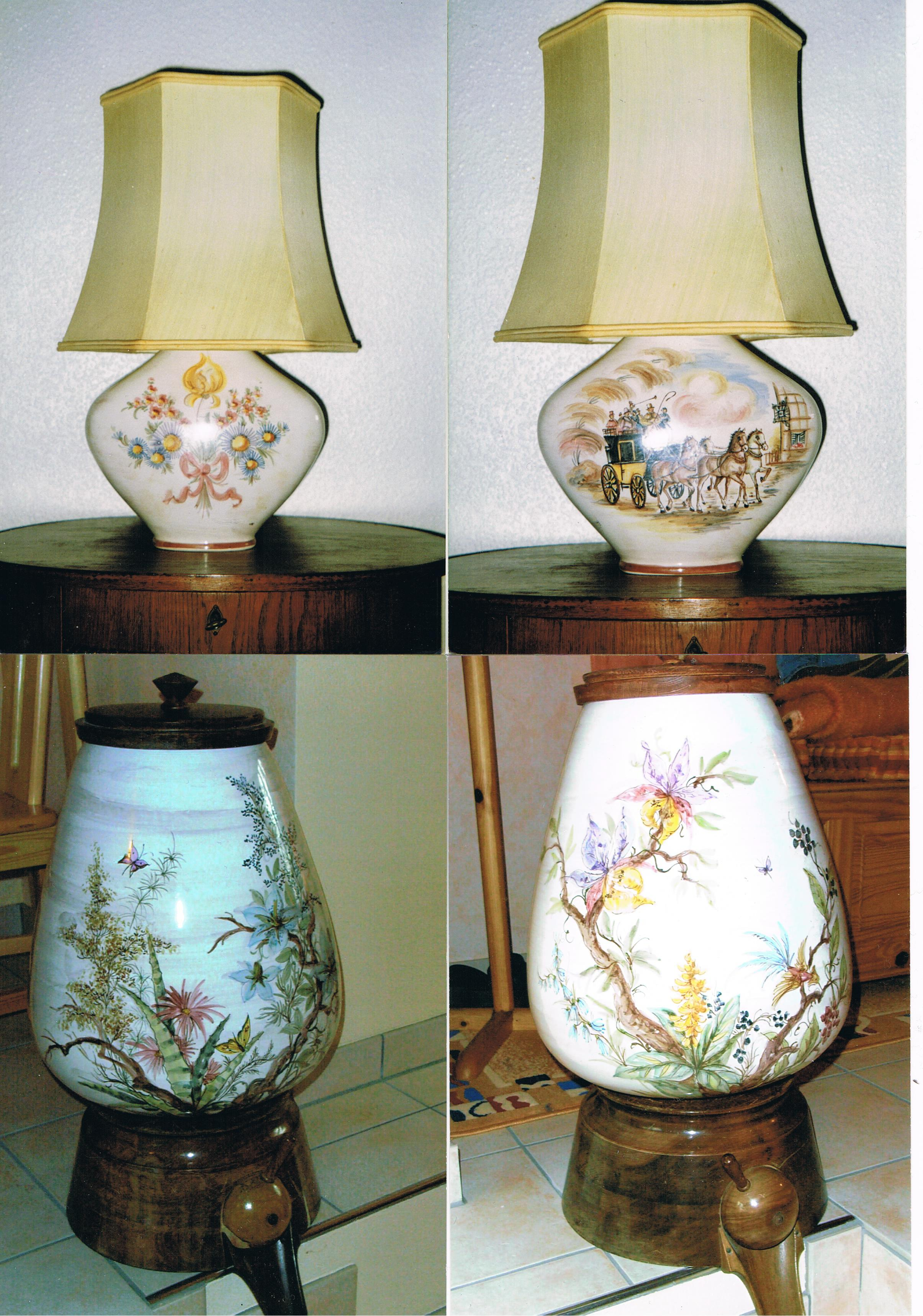
Ulmer Keramik: Lampenfüße und Kaffeebehälter

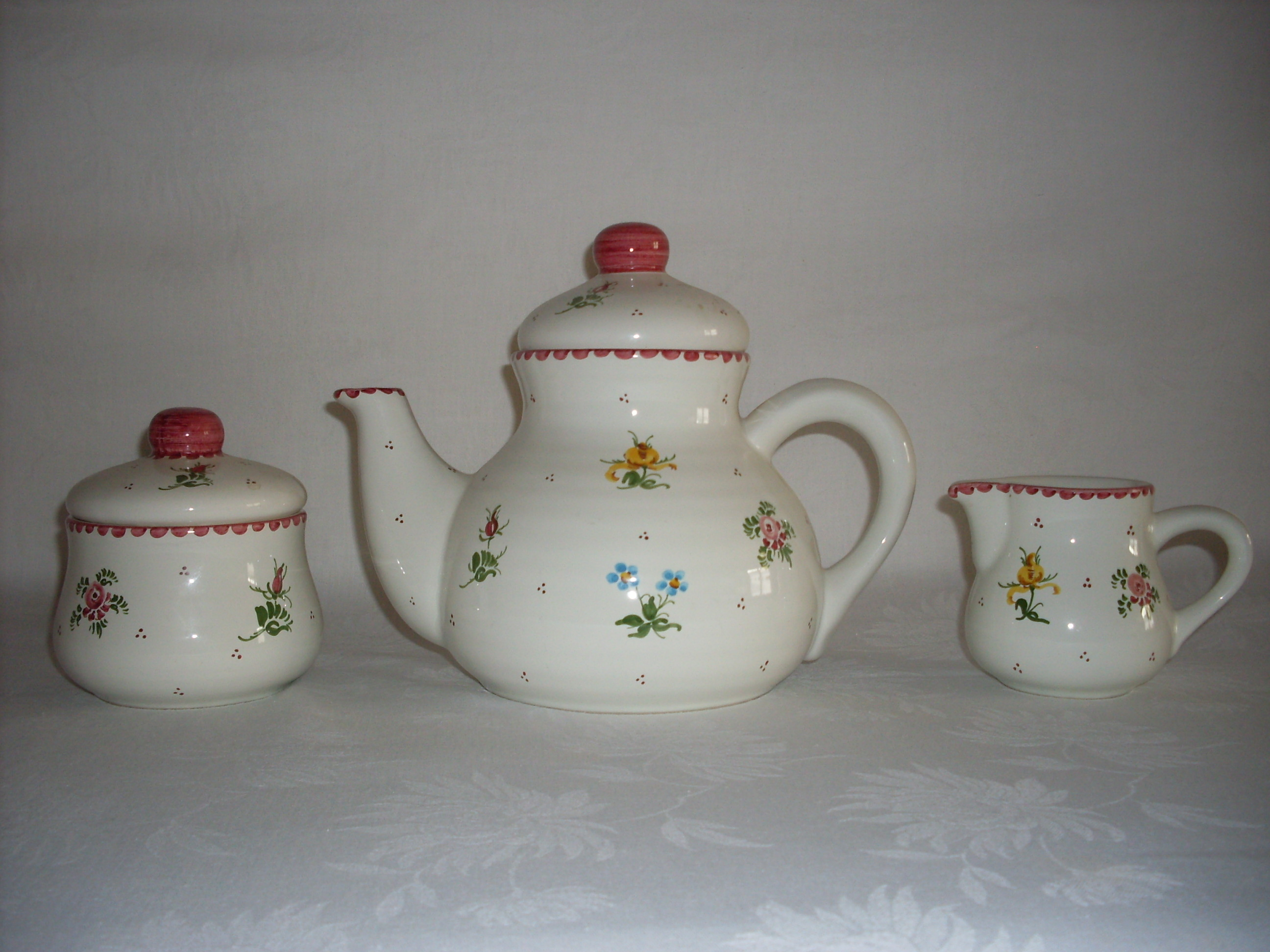
Ulmer Keramik: Teeservice Dekor Streublümchen

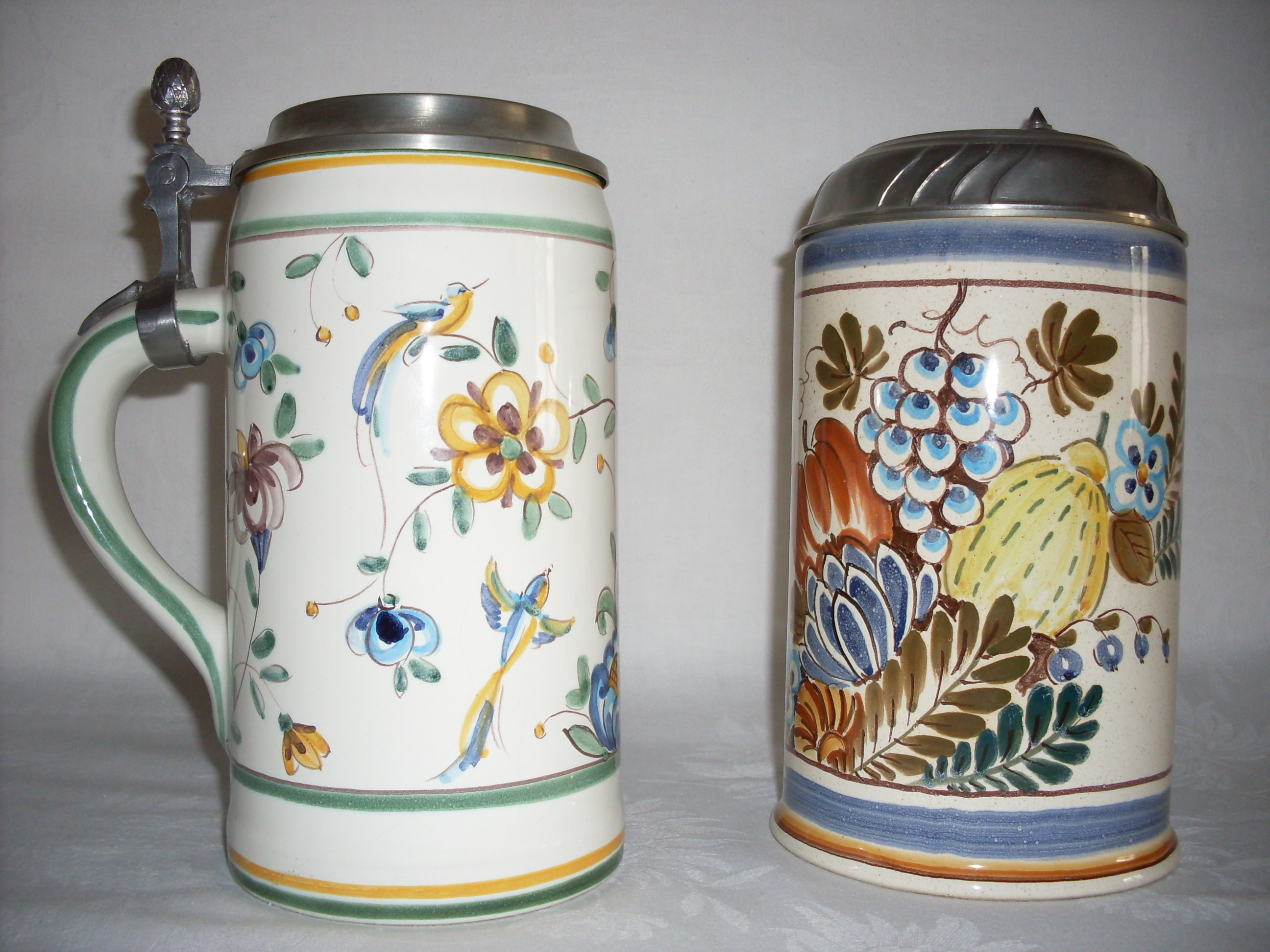
Ulmer Keramik: Bierkrüge mit Zinndeckel

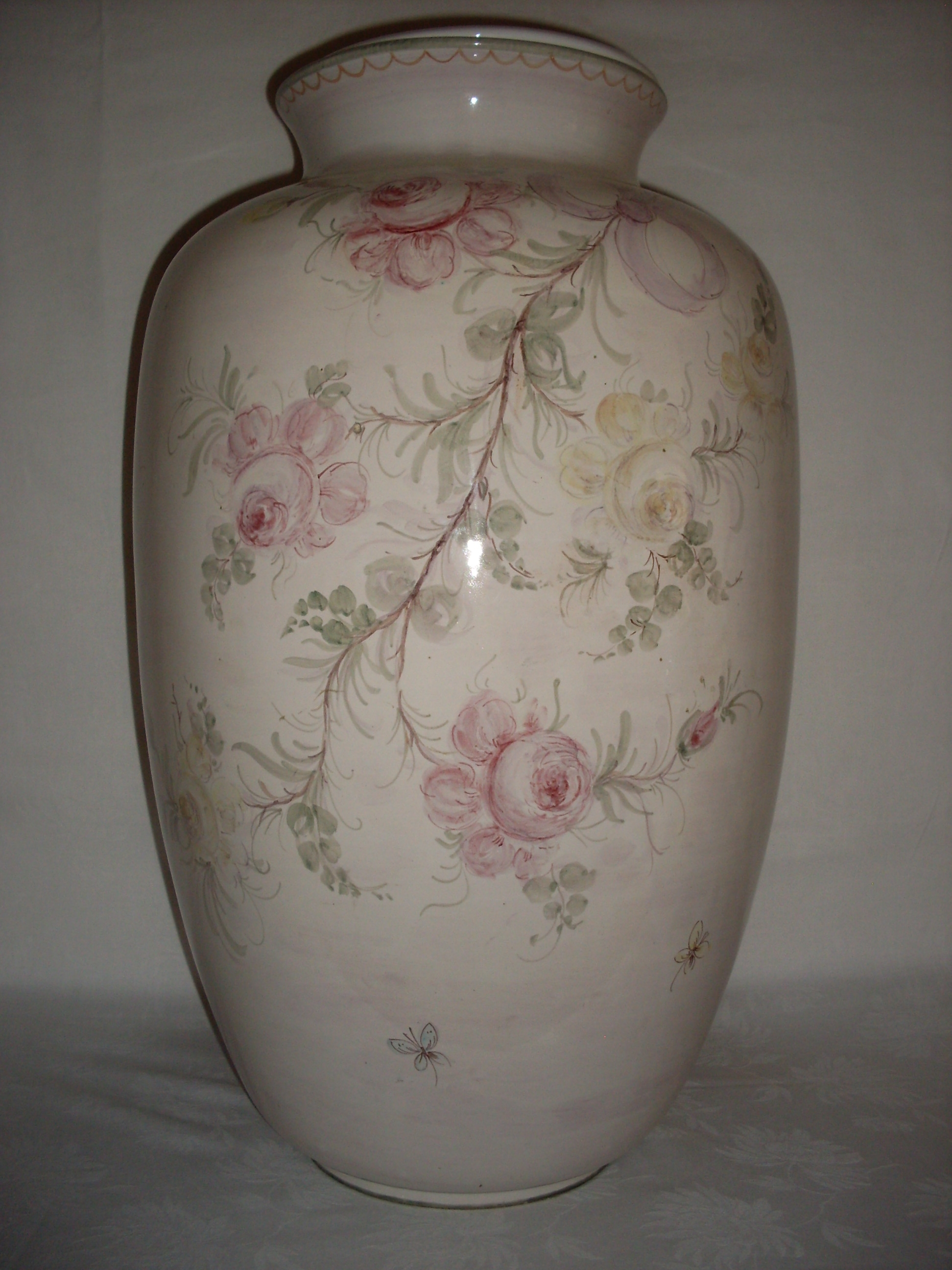
Ulmer Keramik: Bodenvase handbemalt, Dekor „Rosen“

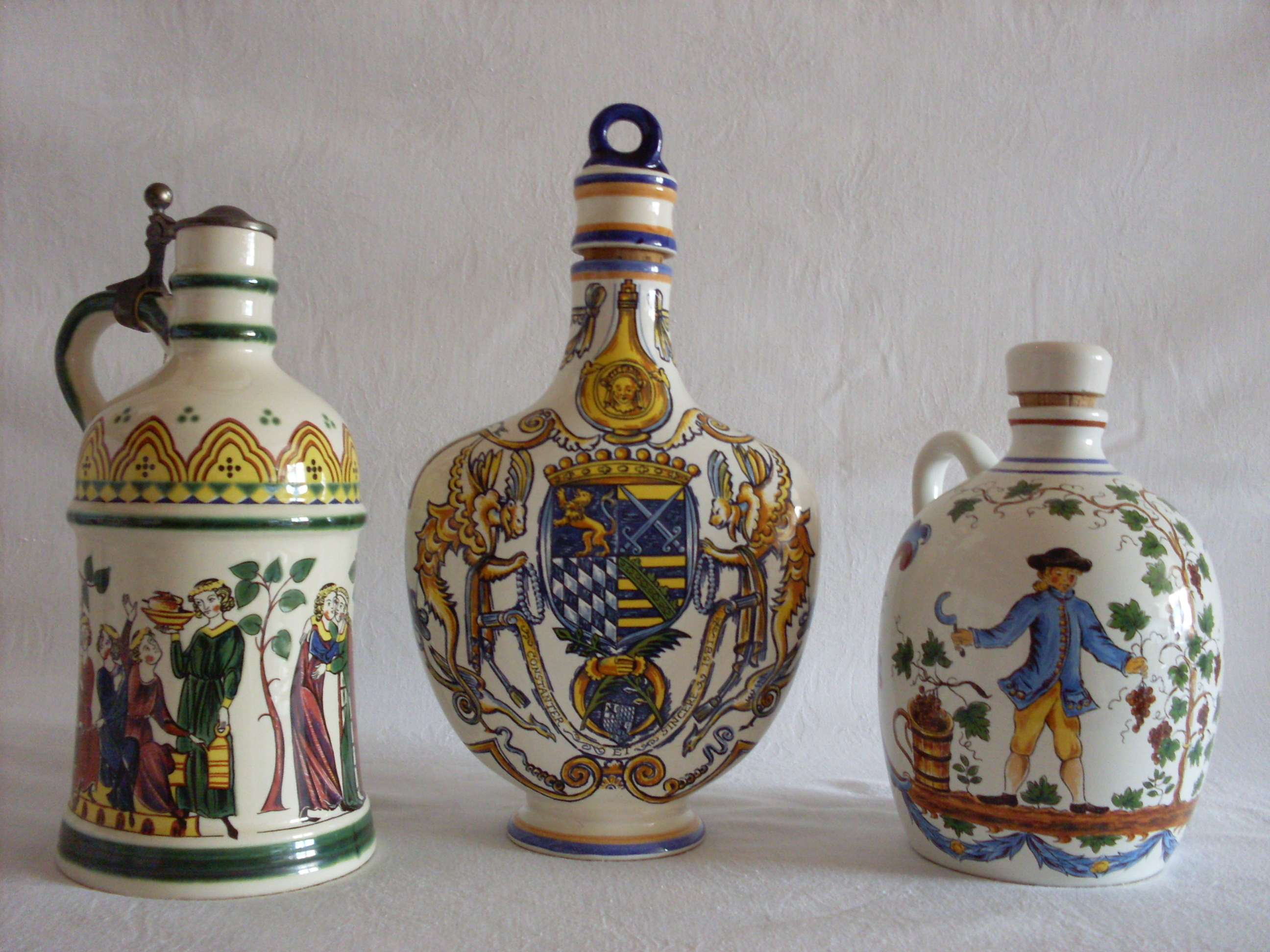
Ulmer Keramik: Spirituosenflaschen, Siebdruckdekor

Die Manufaktur wurde von Heinz Saur (* 6. November 1916 in Essen; † 9. November 1962 in Neu-Ulm) gegründet und am 7. Juni 1946 im städtischen Gewerbeverzeichnis von Ulm eingetragen. Nach Um- und Ausbau von Fort Prittwitz in Ulm wurde dort Anfang 1947 mit der Produktion von Gebrauchsgeschirr in rotbraunem Scherben begonnen. Am 19. Dezember 1947 wurde UK ins Handelsregister eingetragen.
Ab 1947/1948 wurden überwiegend handbemalte Majolika hergestellt. Laut IHK hatte UK am 13. Januar 1948 25 Beschäftigte, überwiegend Vertriebene aus Schlesien und Böhmen. Darunter war die Leiterin der Malerei, Baronin Sybille von Rotkirch, die in Berlin Kunst und Malerei studiert hatte. Bereits im April 1948 zählt das Städtische Gewerbeamt 50 bis 60 Mitarbeiter. Nach der Währungsreform 1948 kam es zu ersten Absatzschwierigkeiten. Nach dieser Krise ging es mit dem Unternehmen wieder aufwärts. 1952 übernahm es den Maschinenpark der WMF Geislingen. 1954 wurden 200 Mitarbeiter beschäftigt, 60 Künstler bemalten täglich bis zu 1500 Stück der ca. 130 Artikel mit verschiedenen Dekors. Die Motive waren volkstümlich: Fauna und Flora, Trachten, Landschaften um das Mittelmeer, aus Paris, dem Orient und Fernost. Fassaden und Innenwände von namhaften Brauereien, Gaststätten und Cafés wurden mit handbemalten Fliesen großflächig dekoriert. Hergestellt wurde fast alles für den täglichen Gebrauch und zur Verschönerung der Wohnung. 1954 war UK mit 15 modernen Brennöfen (elektrische Spiralöfen) eine der größten Majolikafabriken in der BRD. 40 % der Produktion wurden nach Europa, USA und Kanada exportiert. Erstmals erreichte ein deutscher Keramik-Hersteller die Weltmarktbelieferer Niederlande und Italien.
1956 hatte UK die Kapazität auf 17 Brennöfen ausgebaut. 260 Personen produzierten täglich 6.000 bis 10.000 Artikel; die UK war damit die größte Majolikafabrik der Bundesrepublik. Ab Mitte der 1950er ließen bedeutende Firmen Werbeartikel in Auflagen bis zu 50.000 Stück herstellen. Die Dekorierung der Massenproduktion war in diesem Umfang nur mit Siebdruck möglich. Die Entwürfe hierfür kamen von Ernst Konrad, der von der Lehre bis zum Ruhestand bei der UK verblieb. Für kleinere Stückzahlen wurde die Handmalerei beibehalten.
UK musste betriebsbedingt erweitern. Da dies in Ulm nicht möglich war, wurde in Neu-Ulm gebaut. Am 11. Juli 1959 wurde das neue Werk eröffnet. Nach Saurs Tod am 9. November 1962 erbten der Prokurist Albin Blechschmidt, der ehemalige Gesamtbetriebsleiter Rudolf Mezger und Hans Forstner aus Neu-Ulm – ein Kriegskamerad Saurs – zu gleichen Teilen das Unternehmen. Das Unternehmen wurde zum 30. August 1963 in eine Kommanditgesellschaft umgewandelt. Mezger schied 1964 aus und der Sitz der Gesellschaft wurde nach Neu-Ulm verlegt. In der Zeit von 1977 bis Ende der 1980er halbierte sich der Umsatz. 1985 verließ auch Forstner das Unternehmen, sein Sohn Johannes Forstner wurde Betriebsleiter. Im gleichen Jahr verkaufte Blechschmidt seinen Anteil an Dr. Erich Merckle aus Ulm. Dieser übernahm zusammen mit Johannes Forstner die Betriebsleitung. Zu diesem Zeitpunkt gab es bei UK noch 55 Beschäftigte. Durch konjunkturbedingten Rückgang der Werbeartikel und Importe aus Asien war der Umsatz stark rückläufig. 1990 entschloss sich die Betriebsleitung zur Betriebsaufgabe.
Vom 1. März bis zum 28. März 1991 fand ein Räumungsverkauf statt. Am 31. März 1991 endete die Betriebstätigkeit. Der Großteil der Betriebseinrichtung wurde an die Firma Elster-Keramik GmbH in Elsterwerda verkauft.